# Moonbeam III
Pour les articles homonymes, voir Moonbeam (homonymie).
Le Moonbeam III ou Moonbeam of Fife ou Ebblis (Rayon de lune de Fife, en anglais) est un yacht de course écossais de 20 m, plan Fife construit en 1903 à Fairlie (Écosse) par l'architecte naval écossais William Fife III Junior. 

## Histoire
L'histoire des quatre voiliers Moonbeams de l'avocat londonien Charles Plumptre Johnson, (membre des prestigieux Royal Yacht Squadron et Royal Thames Yacht Club du Royaume-Uni) commence en 1858 avec le voilier Moonbeam I, plan Fife conçu par l'architecte naval écossais William Fife II Senior, puis Moonbeam II de 1864 de l'architecte naval Frederick Shepherd (en). Johnson  fait alors concevoir ce troisième voilier Moonbeam III en 1903 par William Fife III Junior, fils successeur du précédent, pour la course au large,, sur son chantier naval familial William Fife & Son de Fairlie en Écosse,. 

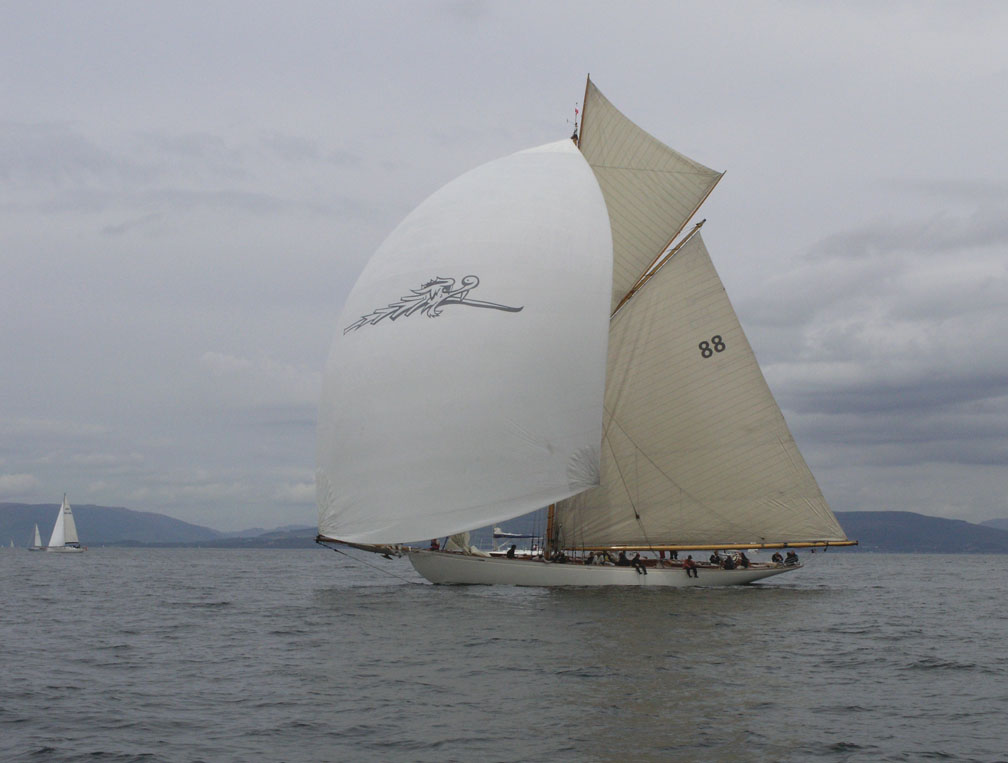
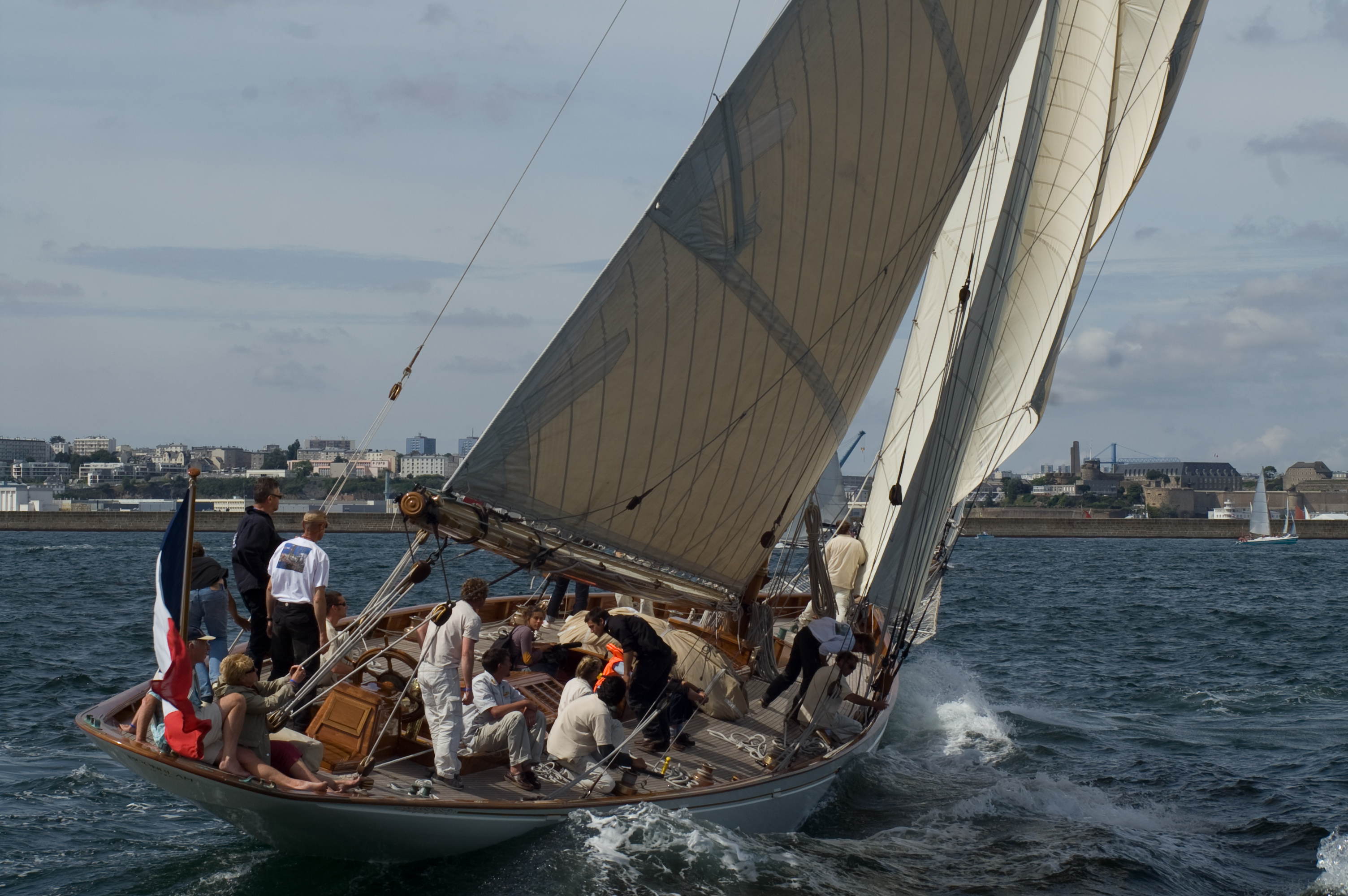

Il est lancé en 1903 avec le n° de coque « 491 », gréé à l'origine en yawl, avec des caractéristiques proches des futurs Classe J des années 1930, inspiré entre autres de son précédent Pen Duick de 1898 (futur premier navire emblématique d'Éric Tabarly) ou de ses Shamrock et Shamrock III des coupe de l'America 1899 et 1903. Il est suivi en 1920 du Moonbeam IV du même architecte. 

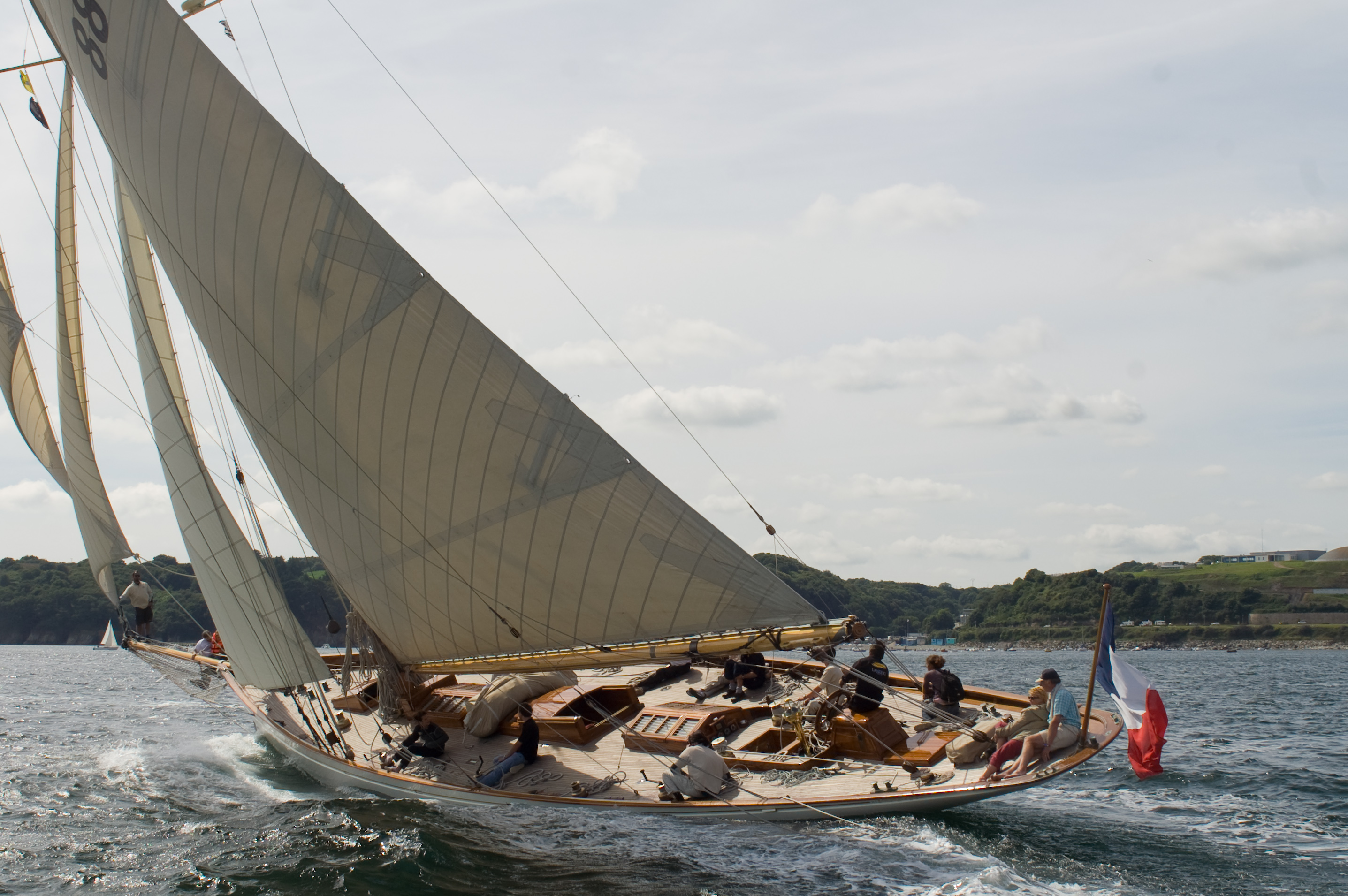
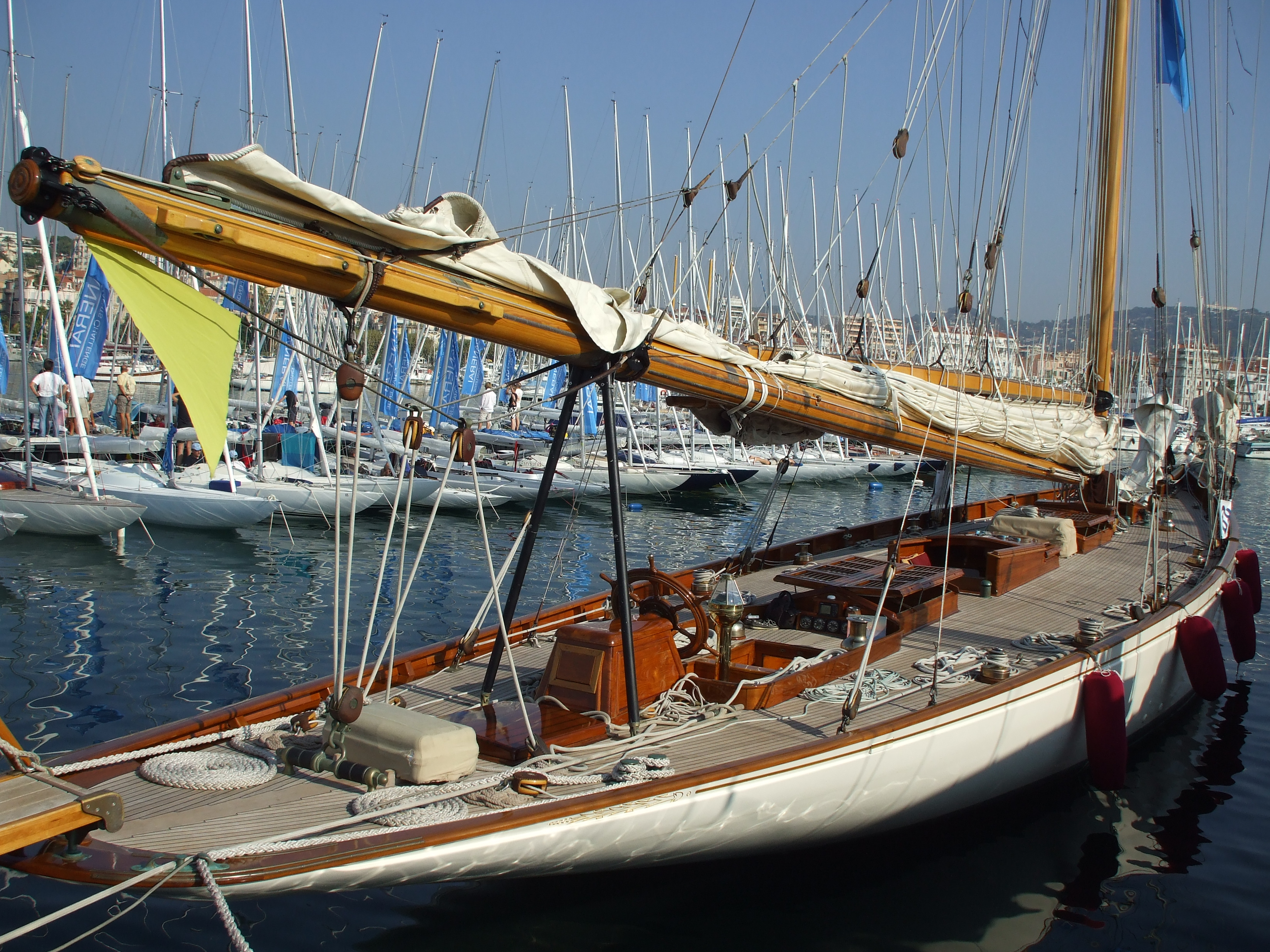

Il est acquis ensuite par divers propriétaires français, sous le nom d'Ebblis en mer Méditerranée, dont l'avionneur Félix Amiot en 1949, qui l'a conservé hors d'eau. 
Il est restauré et regréé en cotre en 1988, par le chantier naval anglais Camper and Nicholsons (en) de Gosport en Grande-Bretagne, puis il subit une refonte majeure au chantier Monaco Marine de Cogolin près de Saint-Tropez, puis au chantier Fairlie Restauration de Hamble en Angleterre. Remis quasiment à neuf il renavigue en Méditerranée depuis 2005 pour sa nouvelle propriétaire, Laurence Waechter, avec le port de Saint-Tropez pour port d'attache, où il participe aux régates estivales. 
Il est acquis en 2016 par un homme d'affaires de Hambourg, avec le port du Château de Brest pour port d'attache depuis 2022, avec pour voisins de ponton deux autres plans Fife : le Mariquita (1911)  et le Moonbeam IV (1914),.

## Caractéristiques techniques
Cotre à structure acier, coque, pont et mât en bois. Le mât est en deux parties et le gréement comporte une voile à corne portant le numéro 88 et un flèche, deux focs, une trinquette et un spinnaker portant le logo Fife.

## Quelques compétitions
Le Moonbeam III participe régulièrement à de nombreuses régates historiques, dont les Voiles de Saint-Tropez. 
- 2008 : participation à la Fêtes maritimes Brest 2008 (bateaux français inscrits à Brest 2008).
- 2008 : victoire des Voiles de Saint-Tropez (dans sa catégorie)
- 2016 : participation aux Voiles de Saint-Tropez auprès de huit autres yachts classiques anciens dans la catégorie Grand Tradition (GTR) comme le Cambria, le Moonbeam IV...
- 2023 : participation à la régate Brest Finistère Classic.